# Денисюк, Андрей Сергеевич
Андрей Сергеевич Денисюк (бел. Андрэй Сяргеевіч Дзенісюк; род. 26 марта 2005, Леликово, Брестская область) — белорусский футболист, полузащитник солигорского «Шахтёра».

## Карьера
Воспитанник футбольной академии солигорского «Шахтёра». В марте 2023 года футболист отправился выступать в петриковский «Шахтёр». Дебютировал за клуб футболист 2 апреля 2023 года в матче против дзержинского «Арсенала», выйдя на поле в стартовом составе. В следующем матче 8 апреля 2023 года против гомельского «Локомотива» футболист отличился дебютным забитым голом. На протяжении сезона футболист выступал за петриковский клуб в роли одного из ключевых игроков, отличившись 5 забитыми голами и 6 результативными передачами, тем самым став лучшим ассистентом клуба. По итогу сезона футболист вместе с клубом завершил чемпионат на итоговом предпоследнем месте. По окончании сезона футболист покинул петриковский клуб.
В январе 2024 года футболист начинал готовиться к новому сезону с основной командой солигорского «Шахтёра». Дебютировал за клуб футболист 3 марта 2024 года в четвертьфинальном матче Кубка Беларуси против жодинского «Торпедо-БелАЗ», выйдя на замену в начале второго тайма. Свой дебютный матч в чемпионате футболист сыграл 17 марта 2024 года против «Витебска», выйдя на поле в стартовом составе.

## Международная карьера
В феврале 2022 года футболист получил вызов в юношескую сборную Беларуси до 17 лет для участия в Кубке Развития. Дебютировал за сборную футболист 6 февраля 2022 года в матче против сборной Узбекистана. По итогу турнира футболист вместе со сборной завоевал бронзовые медали.